# Jiřina Štěpničková
Jiřina Štěpničková (3. dubna 1912 Praha-Holešovice – 5. září 1985 Praha) byla česká divadelní a filmová herečka. Jejím synem je herec Jiří Štěpnička.

## Život

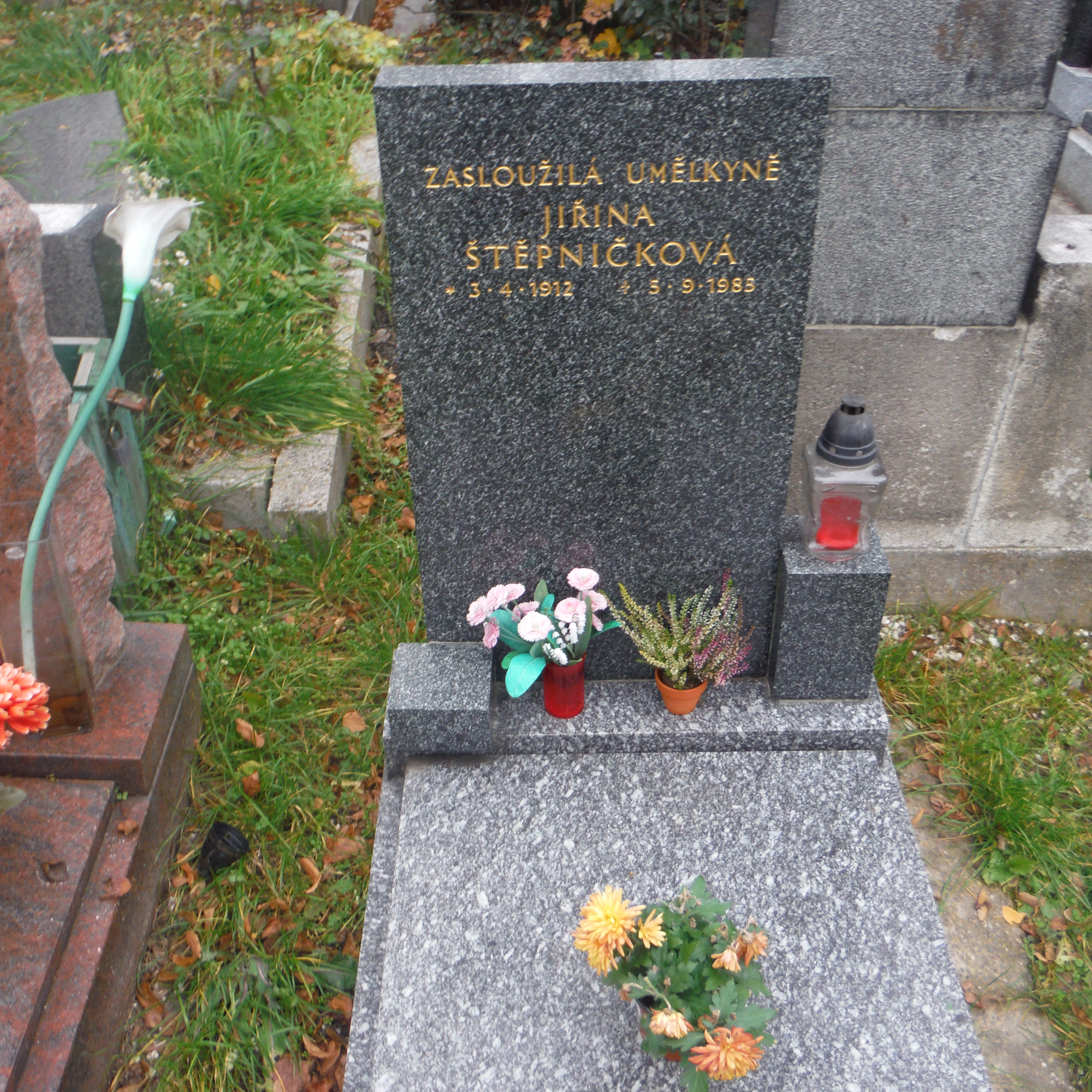
Původní hrob Jiřiny Štěpničkové na Olšanských hřbitovech

Její rodina pocházela z Českomoravské vrchoviny, ona však žila a studovala v Praze. Již v době svých studií hostovala v roce 1928 v Osvobozeném divadle a později hrála v Národním divadle. Na filmovém plátně se začala objevovat v první polovině 30. let, zviditelnila se roku 1935, kdy hrála v Maryše. Během války se v německých filmech z vlastní vůle neobjevovala. Jejím prvním manželem se stal medik Ilja Kopřiva (1919–2018), se kterým se seznámila v dobříšském sanatoriu. Svatbu měli 28. března 1942 v Želechovicích nad Dřevnicí (současně s jejím kamarádem, režisérem Václavem Wassermanem), rozvedli se v září 1943. Po válce žila nějakou dobu v zahraničí, její syn Jiří ze vztahu s výtvarníkem Janem Samcem (1917–1988) se narodil v Londýně. Podepsala výzvu kulturních pracovníků Kupředu, zpátky ni krok!, jež byla vydána dne 25. února 1948 pro podporu komunistického převratu. Později se stala obětí jedné z akcí komunistické tajné policie a následně byla po dvoudenním procesu odsouzena v prosinci 1952 k patnácti letům vězení.
Její sestra požádala v roce 1954 prezidenta republiky Antonína Zápotockého o udělení prezidentské milosti. Souběžně se dopisem na prezidenta obrátili se stejnou žádostí také představitelé českého divadla a kultury, mj. Martin Frič, Jiří Trnka, Ladislav Pešek, Jaroslav Průcha, František Salzer, Jaroslav Marvan, Bohuš Záhorský, Zdeněk Štěpánek, Růžena Nasková, Dana Medřická, Eduard Kohout, Zdenka Baldová, Lída Vostrčilová a další. V roce 1955 opět herci v čele s Leopoldou Dostalovou žádali o prezidentskou milost. Další žádost podal v roce 1956 Jaroslav Vojta. Nakonec jí byl trest snížen z 15 let na 10 let.
Téměř celých deset let strávila v pardubické věznici, podmíněné propuštění přišlo dva měsíce před prezidentskou amnestií v roce 1960. Mohla se pak vrátit ke své profesi a po osmi letech, dne 5. května 1968, byla oceněna titulem zasloužilá umělkyně. Stejně jako  v roce 1948 podepsala dokument Kupředu, zpátky ni krok!, podepsala v roce 1977 i „Antichartu“. V roce 1985 zemřela na rakovinu.
Byla pochována na Olšanských hřbitovech v Praze 3. Na podzim 2022 rodina oznámila změnu místa uložení na Vyšehradský hřbitov.

## Herecká dráha
Studium na konzervatoři v Praze nedokončila a odešla v roce 1930 do pražského Národního divadla, po šesti letech změnila angažmá a mezi lety 1936 až 1951 hrála v Divadle na Vinohradech, střídavě jako stálý host nebo člen. U filmu se objevila na počátku 30. let. Pozornost se k ní začala obracet po roli v Maryše, byla dost obsazovaná, ale vždy trochu ve stínu ostatních prvorepublikových hereček. Hrála hlavně smutné role nešťastně zamilovaných dívek a žen, ale diváci ji viděli i v několika komediích. Po propuštění z vězení nastoupila do souboru Městského divadla v Kladně (1961–1962), od roku 1962 až do svého skonu (1985) byla členkou pražského Realistického divadla.

## Citát
Byla půvabná a uchvacovala obecenstvo svým mladistvým přirozeným zjevem a zajímavou tváří. Byla mladá a dovedla ze svého mládí čerpat sílu. Volný čas měla přesně rozdělený na studium zpěvu, tance a cizích jazyků. Svůj temperament vybíjela ve sportu. Byla ctižádostivá, přesně věděla, co chce. 
Ladislav Pešek 

## Ocenění
- 1940 Národní cena (za hlavní roli ve filmu Muzikantská Liduška)[12]
- 1968 titul zasloužilá umělkyně
- Byla po ní pojmenována ulice Jiřiny Štěpničkové v Zahradní čtvrti na Zbraslavi (na Zbraslavi pobývala od poloviny 30. let 20. století do roku 1951 ve vilce v tehdejší Březinově ulici)

## Vybrané divadelní role
- 1927 Henrik Ibsen: Stavitel Solness, role: Hilda Wanglová, Národní divadlo, režie Karel Dostal
- 1928 Alfred Jarry: Král Ubu, Osvobozené divadlo, režie Jindřich Honzl
- 1928 Vítězslav Nezval: Depeše na kolečkách, Prodavačka, Osvobozené divadlo, režie Jindřich Honzl
- 1928 Alois Jirásek: Jan Žižka, Panna brněnská, Národní divadlo, režie Vojta Novák
- 1929 J. Brandon-Thomas, To se řekne, Dívka, Moderní studio, režie Jiří Frejka
- 1933 Viktor Dyk: Posel, Anna, Národní divadlo, režie Jiří Frejka
- 1933 William Shakespeare: Sen noci svatojánské, Hermie, Národní divadlo, režie Karek Hugo Hilar
- 1934 Ivo Vojnovič: Smrt matky Jugovičů, Dívka Kosovka, Národní divadlo, režie Jaroslav Kvapil
- 1935 William Shakespeare: Veta za vetu, Isabella, Národní divadlo, režie Karel Dostal
- 1936 K. Winter: Zářivá chvíle, Judy Lindenová, Stavovské divadlo, režie Karel Dostal
- 1937 William Shakespeare: Večer tříkrálový, Viola + Sebastian, (j. h. ), Vinohradské divadlo, režie František Salzer
- 1937 J. Deval: Marie Milostnice, Marie, Vinohradské divadlo, režie Jan Bor
- 1938 G. Hauptmann: Růžena Berntdová, Růžena, Vinohradské divadlo, režie Jan Bor
- 1939 William Shakespeare: Zkrocení zlé ženy, Kateřina, Vinohradské divadlo, režie František Salzer
- 1941 William Shakespeare: Jak se vám líbí, Rosalinda, (j. h. ), Vinohradské divadlo, režie František Salzer
- 1941 A. N. Ostrovskij: Bouře, Káťa, Vinohradské divadlo, režie František Salzer
- 1942 August Strindberg: Královna Kristina, Kristina, Divadlo Na poříčí, režie František Salzer
- 1943 bratři Mrštíkové: Maryša, Maryša, Národní divadlo, režie Aleš Podhorský
- 1944 W. Shakespeare: Mnoho povyku pro nic, Blažena (j.h.), divadlo J. K. Tyla v Karlíně, režie František Salzer
- 1947 A. S. Gribojedov: Hoře z rozumu, Sofie, Vinohradské divadlo, režie Jiří Frejka
- 1948 G. B. Shaw: Svatá Jana, Jana, Vinohradské divadlo, režie Jaromír Pleskot (později Jiří Frejka)
- 1949 Molière: Jeho urozenost pan měšťák, Mikuláška, Komorní divadlo, režie Jaromír Pleskot
- 1950 J. K. Tyl: Jiříkovo vidění, Kačenka, Divadlo československé armády, režie Aleš Podhorský
- 1951 Alois Jirásek: Jan Hus, Žofka, Divadlo československé armády, režie Aleš Podhorský
- 1961 J. K. Tyl: Paní Marjánka, matka pluku, Marjánka, Městské divadlo Kladno, režie Jaroslav Nezval
- 1962 Alois Jirásek: Vojnarka, Vojnarka, Městské divadlo Kladno, režie Alois Hajda
- 1962 J. K. Tyl: Tvrdohlavá žena, Barbora Kabelková, Realistické divadlo, režie Karel Palouš
- 1966 bratři Mrštíkové: Maryša, Lízalka, Realistické divadlo, režie Karel Palouš
- 1971 Gabriela Zapolska: Morálka paní Dulské, Dulská, Realistické divadlo, režie František Laurin
- 1974 G. B. Shaw: Pygmalion, Paní Higginsová, Realistické divadlo, režie Luboš Pistorius
- 1980 M. Gorkij: Dostigajev a jiní, Čugonovová, Realistické divadlo, režie Karel Kříž
- 1983 Henrik Ibsen: Heda Gablerová, Berta, Realistické divadlo, režie Karel Kříž
- 1985 Per Olov Enquist: Rodinný portrét z roku 1856, Stará žena, Realistické divadlo, režie Luboš Pistorius

## Filmografie
- 1935 Jedenácté přikázání – role: Emma Voborská
- 1937 Kříž u potoka – role: Eva Potocká
- 1931 Muži v offsidu – role: Emilka
- 1931 Miláček pluku – role: Anči
- 1932 Extase – role: hlas Evy
- 1934 Hrdinný kapitán Korkorán – Irena
- 1934 Tatranská romance – Anuška, kovářova schovanka
- 1934 Za ranních červánků – Madlenka
- 1935 Maryša – Maryša
- 1936 Velbloud uchem jehly – Zuzka
- 1936 Páter Vojtěch – Frantina
- 1936 Vojnarka – Madlena Vojnarová
- 1937 Lidé pod horami – Tereza
- 1938 Boží mlýny – Nana
- 1938 Boží mlýny (německá verze) – Nana
- 1938 Co se šeptá – Helena Horáková
- 1938 Lidé pod horami (německá verze)
- 1938 Včera neděle byla – Anežka
- 1939 Mořská panna – Klára
- 1939 Muž z neznáma – Helena
- 1939 Teď zas my – vychovatelka Amálka
- 1940 Babička – Viktorka
- 1940  Muzikantská Liduška – Liduška
- 1941 Preludium – Magda
- 1941 Jan Cimbura – Marjánka
- 1942 Barbora Hlavsová – Klára Hlavsová
- 1942 Kníže Václav (nedokončený film) – kněžna Ludmila
- 1943 Tanečnice – Marie
- 1943 Šťastnou cestu – Anna Waltrová
- 1944 Počestné paní pardubické – Rosina, katova žena
- 1944 Děvčica z Beskyd – Heva
- 1944 Sobota – Karla
- 1947 Varúj...! – Eva
- 1948 Léto – Valča Peroutová
- 1951 Slepice a kostelník – Tereza
- 1961 Kohout plaší smrt – Nejdková
- 1962 Transport z ráje – Feinerová
- 1962 Neschovávejte se, když prší – hostinská
- 1965 Zločin v dívčí škole – Kotětová
- 1966 Lidé z maringotek – Žanda Venclová
- 1969 Kladivo na čarodějnice – Dorota Groerová
- 1969 Skřivánci na niti – Pavlova matka
- 1969 Hvězda – Slávka
- 1970 Pěnička a Paraplíčko – bytná
- 1970 Muž, který rozdával smích (dokumentární)
- 1977 Všichni proti všem – Rakovcová
- 1981 Konečná stanice – Sametka
- 1984 Komediant – Barbora

## Televize
- 1966 Čertouská poudačka (TV pohádka) – role: bába Šláborka
- 1967 Dobrý člověk ještě žije (TV film)
- 1968 Sňatky z rozumu (TV seriál) – role: maminka Náprstková
- 1969 ObžalovanáObžalovaná (TV film)
- 1971 F. L. Věk (TV seriál) – role: babička Snížková
- 1975 Nebezpečí smyku (TV seriál) – role: babička
- 1977 Domov (TV film)
- 1978 Tři na lavičce (TV film)
- 1978 Ve znamení Merkura (TV seriál)
- 1982 Malý pitaval z velkého města (TV seriál) - díl: Kuchařinka - role: zavražděná paní Kosařová
- 1986 Synové a dcery Jakuba skláře (TV seriál) – role: Podhráská

## Osobnosti divadla vzpomínají na Jiřinu Štěpničkovou
Svatopluk Beneš
- Režisér Salzer mne obsadil do Ostrovského Bouře, kde jsem se jako Boris stal partnerem Jiřiny Štěpničkové v roli Káti Kabanové. Jiřina Štěpničková byla hvězdou Městských divadel pražských. Ačkoliv její výsadní postavení budilo nevoli v dámské části souboru, uměleckou prioritu ji nikdo nemohl upřít. Už předtím ve mně vzbuzovala respekt, ale teprve vedle ní jsem poznal, jak inspirující je partnerkou. Trpěl jsem s její Káťou a miloval ji. Ani jsem si neuvědomoval, že hraji.[13]